# Kazenambo Kazenambo
Kazenambo Kazenambo (* 6. Juli 1963 in Maun, Betschuanaland; † 17. August 2021 in Windhoek) war ein namibischer Politiker.
Kazenambo wurde in Maun im heutigen Botswana geboren. Als Mitglied der SWAPO wurde Kazenambo erstmals 2005 in die Namibische Nationalversammlung gewählt. Nach der Wahl ernannte ihn der namibische  Präsident Hifikepunye Pohamba zum stellvertretenden Minister für Regionale und lokale Verwaltung, Behausung und ländliche Entwicklung. Vor der Wahl im Jahre 2009 stand Kazenambo auf der SWAPO-Parteiliste auf Platz neun von 72.
Kazenambo war außerdem Mitglied des Beirats des „Institute for Cultural Diplomacy“.
Vom 21. März 2010 bis 4. Dezember 2012 war er Minister im Ministerium für Jugend, Nationaldienste, Sport und Kultur. Kazenambo fiel während seiner Amtszeit durch zahlreiche verbale Entgleisungen und auch danach durch rassistische Äußerungen auf. Zuletzt rief er im Rahmen der Verhandlungen zum Völkermord an den Herero und Nama zur Besetzung von Farmen von Deutschnamibiern auf.
Er starb im Anschluss oder an den Folgen einer COVID-19-Erkrankung. Kazenambo wurde Ende August 2021 auf der Farm Okapuka bei Windhoek im Rahmen eines Staatsbegräbnisses beigesetzt. Dort liegt auch sein Urgroßvater begraben.